# 大島 (笠岡市)
大島（おおしま）は岡山県笠岡市にある行政広域地区である。
笠岡市南東部の海岸に沿った一帯にあたり、笠岡市西大島・西大島新田・大島中からなる。支所や出張所の設置はなく、通称や中学校区としてその名をとどめる。
本項では同地域にかつて所在した浅口郡大島村についても述べる。

## 概要
かつては、古代は大島と呼ばれる島の一部であった。後に干拓により陸続きとなり、現在は島ではない。
なお、備中国内には「大島」と呼ばれる島がこの他に二つあった。ひとつは小田郡にあり、現在は同じ笠岡市内の笠岡諸島に同名の島がある。もう一つは窪屋郡にあり、中世から近世に掛けての干拓事業により陸地化、現在は倉敷市大島地区となっている。

## 地名の由来
平安時代中頃の編纂とされる、「倭名類聚抄」（わみょうるいじゅうしょう）に 浅口郡八郷（阿知郷・間人郷・船穂郷・占見郷・川村郷・小坂郷・林郷・大島郷）の一つとして記載されている大島郷に由来。
なお現在の倉敷市玉島地区から笠岡に沿った国道2号、JR山陽本線が通る帯状に広がる平地は、当時は海（水道）であり、14世紀頃まではかなりの大型船舶の航行が可能であったとされる。途中には難破した船に由来するとされる唐船（倉敷市玉島阿賀崎）の地名もある。海で隔たられた島全体（現在の黒崎〜六条院〜大島）の総称を、「大島」としたとされる。 大島郷はその大島の西部に比定される。

## 沿革
- 1889年（明治22年）6月1日 - 町村制施行により、西大島村、大島新田村が合併して西大島村が発足。また、大島中村が単独で自治体を形成。
- 1905年（明治38年）4月1日 - 西大島村・大島中村が合併して大島村が発足。
- 1955年（昭和30年）4月1日 - 大字大島中柴木が寄島町、残部が笠岡市に編入。同日大島村廃止。
- 2006年（平成18年）3月21日 - 寄島町が鴨方町・金光町と合併して浅口市が発足。

### 人口
浅口郡大島村（に該当する地域）の人口の推移
| \| 1920年（大正9年） \| 6,384人 \| \| \| 1925年（大正14年） \| 6,144人 \| \| \| 1930年（昭和5年） \| 6,207人 \| \| \| 1935年（昭和10年） \| 6,263人 \| \| \| 1940年（昭和15年） \| 5,896人 \| \| \| 1947年（昭和22年） \| 7,378人 \| \| \| 1950年（昭和25年） \| 7,350人 \| \| |         |  |
| 総務省統計局 / 国勢調査 |         |  |
| 1920年（大正9年） | 6,384人 |  |
| 1925年（大正14年） | 6,144人 |  |
| 1930年（昭和5年） | 6,207人 |  |
| 1935年（昭和10年） | 6,263人 |  |
| 1940年（昭和15年） | 5,896人 |  |
| 1947年（昭和22年） | 7,378人 |  |
| 1950年（昭和25年） | 7,350人 |  |

## 産業・文化
沿岸部は漁業が盛んで、正頭港などの漁港がある。中北部は農業が盛んである。北部には西大島団地が造成されている。
この地区は国道2号笠岡バイパスの建設予定地で、一部開通している（側道部のみ）。
地区のシンボル的な山として地区のほぼ中央部に御嶽山がある。西大島は備中杜氏発祥の地であり、御嶽山の清水を使用した酒造業もかつては盛んであった。現在は酒造は少なくなったが、御嶽鶴（大内酒造場）など現在も酒蔵は存在している。
地区西部の海域、神島との海峡部はカブトガニの繁殖地として保護活動がおこなわれている。

## 施設・交通
施設
- 教育
  - 笠岡市立大島小学校
  - 笠岡市立大島東小学校
  - 笠岡市立大島中学校
  - 笠岡市立大島幼稚園
  - 笠岡市立大島東幼稚園
  - つばくろ保育園
- 郵便局
  - 西大島郵便局
  - 大島郵便局
- 企業
  - 中山産業
  - 大内酒造場
- 晴れの国岡山農業協同組合笠岡南支店

交通
- 国道2号笠岡バイパス（未完成）
- 岡山県道47号倉敷長浜笠岡線
- 岡山県道406号寄島笠岡線
- 岡山県道432号大島中新庄線

バス路線
- 井笠バス - 笠岡〜乗時・寄島線